# عبد الهادي الخواجة
عبد الهادي الخواجة ناشط حقوقي بحريني دنماركي والرئيس السابق لمركز البحرين لحقوق الإنسان وأحد مؤسسي المركز. شغل عدة مناصب في منظمات حقوقية إقليمية ودولية، فحتى فبراير 2011 كان الخواجة المنسق الإقليمي لمنظمة الخط الأمامي، وهو عضو في اللجنة الاستشارية لمركز دمشق لدراسات حقوق الإنسان، كما شارك في لجنة منظمة العفو الدولية لتقصي الحقائق بعد غزو العراق.

## مسيرته
تخرج عبد الهادي الخواجة من الثانوية العامة سنة 1977 وغادر البحرين إلى لندن للدراسة ونشط سياسياً هناك أثناء اضطرابات البحرين السياسية في الثمانينيات، فالتحق بركب الجبهة الإسلامية لتحرير البحرين، وكان يعمل تحت تلك المظلة إلى أن ذهب إلى أوروبا، ونال حق اللجوء في الدنمارك سنة 1992، وعاد إلى البحرين سنة 2001

### نشاطاته بعد عودته إلى البحرين
مع بدأ الإصلاحات السياسية سنة 2001 في البحرين، أسس الخواجة مركز البحرين لحقوق الإنسان واستمر في نشاطه حتى أعتقلته السلطات البحرينية في سنة 2004 بعد خطاب انتقد فيه رئيس الوزارء البحريني الشيخ خليفة بن سلمان آل خليفة وكان عنوان الخطاب والذي تحول إلى شعار سياسي هتف به البحرينيون «من يسرق قوت الفقراء؟ من غير رئيس الوزراء؟» كما تحدث فيه عن انتهاكات حقوق الإنسان في البحرين مثل التمييز الطائفي والفساد ونهب الأموال وقمع حرية التعبير. وتقول المنظمات الحقوقية أن اعتقاله يعتبر دليلاً على قمع المطالبين بالإصلاح السياسي في البحرين.
وأطلق سراحه بعفو ملكي بعد استمرار المظاهرات ضد الحكومة البحرينية دون توقف فشكل ذلك حاجزاً دون محاكمته نظراً للضجة الإعلامية التي حظيت بها قضيته.

### مشاركته في احتجاجات 2011
شارك الخواجة في الاحتجاجات البحرينية التي صاحبت الربيع العربي بتوعية المتظاهرين بقضايا حقوق الإنسان.
في 9 أبريل 2011 ألقى عناصر ملثمون من الشرطة القبض عليه وعلى زوجي ابنتيه ونقل مركز البحرين لحقوق الإنسان أنه تعرض للضرب المبرح أثناء الاعتقال، وقالت هيومن رايتس ووتش أنه أدخل مستشفى قوة دفاع البحرين لستة أيام للعلاج من الإصابات التي تعرض لها في فكه وجبهته. دخلت ابنته زينب بعد اعتقاله في إضراب عن الطعام استمر عشرة أيام. في 22 يونيو 2011، حكمت عليه محكمة عسكرية بالسجن المؤبد ضمن قضية مجموعة الـ21 بتهمة «مؤامرة قلب نظام الحكم والتخابر مع منظمة إرهابية تعمل لصالح دولة اجنبية». طالبت منظمة هيومن رايتس ووتش ومنظمة العفو الدولية ومنظمة الخط الأمامي ومراسلون بلا حدود وبيت الحرية بالإفراج الفوري عن الخواجة.
خاض في السجن عدة إضرابات عن الطعام بدأ أحدها في 29 يناير 2012 مع 13 سجيناً آخر واستمر أسبوعاً ثم بدأ في 8 فبراير إضراباً فردياً عن الطعام. في 6 أبريل وبعد 58 يوماً من الإضراب نُقل الخواجة إلى المستشفى العسكري بعد تدهور حالته الصحية؛ وفي 7 أبريل طلبت الدنمارك من البحرين تسليم الخواجة الذي يحمل الجنسية الدنماركية وقالت أن حالته «حرجة جداً»، لكن في اليوم التالي قالت البحرين أن مجلس القضاء الأعلى رفض ذلك وأنه «بحالة جيدة».
في 28 مايو 2012 وبعد 110 يوما من الإضراب عن الطعام أعلن عبد الهادي الخواجة إنهاء إضرابه عن الطعام وقال محاميه أن الإضراب حقق أهدافه بجلب الانتباه لقضية المعتقلين في البحرين.
في ديسمبر 2022 ، أصدر البرلمان الأوروبي قرارًا بشأن قضية عبد الهادي الخواجة وحث السلطات البحرينية على ضمان احترام حقوق المعتقلين في جميع الأوقات. ودعا القرار السلطات إلى الامتثال للقوانين الدولية بشأن المحاكمة العادلة. كما أعرب البرلمان الأوروبي عن قلقه مستشهداً بتقارير عن إساءة معاملة وتعذيب السجناء. كما طالبت الحكومة البحرينية بالإفراج الفوري وغير المشروط عن الخواجة وسجناء الرأي الآخرين. كما أدان القرار فك إدارة السجن لاستمرار انتهاكات حقوق الإنسان للخواجة.,
كان توماش زديتشوفسكي ، عضو البرلمان الأوروبي التشيكي البارز ، يقود المفاوضات نيابة عن حزبه "الشعب الأوروبي" بشأن قرار البرلمان الأوروبي بشأن الخواجة. ومع ذلك ، كشف تقرير لصحيفة الغارديان أن عضو البرلمان الأوروبي قام بزيارة غير معلنة إلى البحرين في أبريل 2022. وفي قرار بديل ، لم يطالب حزب الشعب الأوروبي الخاص بزديتشوفسكي بالإفراج عن الخواجة ، بل وصفه بأنه "خصم سياسي". واتهمت جماعة يمين الوسط بتكرار ما ستقوله "الحكومة البحرينية".